# أورورا كويزون
أورورا أنتونيا كويزون (الاسم قبل الزواج دي أرغون واي ميلينا؛ 19 فبراير 1888-28 أبريل 1949) زوجة الرئيس الفلبيني مانويل لويس كويزون والسيدة الأولى للفلبين منذ عام 1935 وحتى عام 1944. وهي ثاني سيدة أولى للفلبين ولكن هذه الصفة الشرفية لم تكن معروفة في الفلبين قبل رئاسة مانويل كويزون، وكانت هي أول زوجة لرئيس فلبيني تُخاطب على هذا النحو. كانت كويزون محبوبةً للغاية من قبل الفلبينيين، وكانت معروفةً بمشاركتها في الأنشطة الإنسانية وشغلت منصب الرئيسة الأولى للصليب الأحمر الوطني الفلبيني.
بعد خمس سنوات من وفاة زوجها، اغتيلت هي وابنتها «بيبي» بينما كانتا في طريقهما لفتح مستشفى تخليدًا لذكرى زوجها. سُميت مقاطعة أورورا تيمنًا بها.

## زوجة السياسي والسيدة الأولى
خلال السنوات السبع عشرة الأولى من الزواج، ظهر مانويل كويزون كشخصية مهيمنة في السياسة الفلبينية. بلغت حياته المهنية ذروتها في عام 1935، عندما انتخب رئيسًا لكمنولث الفلبين. خلال الحياة السياسية لزوجها، بقيت أورورا في الخلفية، وانخرطت مع المنظمات النسائية مثل الاتحاد الوطني للأندية النسائية، الذي كانت رئيسةً فخريةً له.
وصفت مجلة التايم أورورا بأنها «كريمة ومهيبة». كان الزوجان كويزون أول زوجين رئاسيين يقيمان في قصر مالاكانانع، لكنها قضت أقل وقت ممكن هناك، مفضلة البقاء في «منزل نيبا» في حديقة مالاكانانغ أو في مزرعتها، كاليدان، في أريات، بامبانغا. ومع ذلك فقد كانت سيدة أولى نشطة، وانخرطت في الحملة الرامية إلى منح المرأة الفلبينية حق الاقتراع، التي تحققت في عام 1937. شاركت بشكل خاص في إدارة مزرعة الأسرة في أريات لإظهار كيفية تطبيق العدالة الاجتماعية على العلاقات بين المالك والمستأجر في بيئة زراعية. شاركت في فتيات الكشافة في الفلبين وفي منظمة مرشدات الفلبين، وهي دار للأيتام مشهورة في مانيلا. كانت أيضًا الرئيسة الفخرية لدار أيتام آخر، وهو الصليب الأبيض، الواقع في سان خوان.
أعيد انتخاب الرئيس كويزون في نوفمبر 1941، لكن رئاسته تعرضت على الفور لأزمة عندما غزت اليابان الفلبين في الشهر التالي. رافقت أورورا زوجها إلى كوريغدور في ديسمبر 1941، وهناك أدى الرئيس اليمين الدستورية أمام رئيس القضاة خوسيه آباد سانتوس لفترة ولايته الثانية في 30 ديسمبر 1941. خلال الشهرين التاليين، بقيت عائلة كويزون في كوريغدور وقيل إن أورورا، على الرغم من الظروف المعيشية الصعبة، حافظت على توازنها وواكبت قداسها اليومي. في فبراير 1942 بدأوا رحلتهم الطويلة عبر أستراليا للهروب من اليابانيين وتأسيس حكومة في المنفى لكومنولث الفلبين، ووصلوا أخيرًا إلى الولايات المتحدة في يونيو 1942.
أثناء وجودها في المنفى، كرست أورورا وقتها لرعاية زوجها المريض، الذي توفي في ساراناك، نيويورك، بسبب مرض السل في 1 أغسطس 1944. ثم انتقلت إلى كاليفورنيا في انتظار عودتهم إلى الفلبين. تطوعت هي وبناتها كممرضات في الصليب الأحمر.

## نشاط ما بعد الحرب
عندما عادت أورورا كويزون إلى الفلبين، صوت لها الكونغرس الفلبيني على معاش تقاعدي قدره 1000 بيزو شهريًا. أعادت الشيك، موضحة: «أشعر أنه بسبب... عدد لا يحصى من أرامل الحرب والأيتام... يجب أن أتخلى عن تحصيل معاش تقاعدي... لا يمكنني، بضميري الحي، تلقي المساعدة الحكومية وهناك الكثير من أخواتي الأقل حظًا مع أطفالهن لم تقدم لهن الرعاية بعد.... أعرف (إذا قبلت) لن أحافظ على إيماني بذكرى زوجي الحبيب».  وقيل إن هذا الفعل «أظهر لماذا يعتبرها آلاف الفلبينيين مزيجًا من الملكة، والأم، والقديسة الراعية». عُرض على كويزون مكان في قائمة مجلس الشيوخ للحزب الليبرالي في انتخابات عام 1946، وهو ما رفضته. ومع ذلك، فقد أيدت الترشح الرئاسي لمانويل روكساس، الذي هزم نائب الرئيس وخليفته، سيرجيو أوسمينا، للفوز بالرئاسة.
في عام 1947، وبدعم نشط من كويزون، تأسس الصليب الأحمر الفلبيني باعتباره منظمة مستقلة للصليب الأحمر. أصبحت أول رئيسة للصليب الأحمر الفلبيني، وشغلت هذا المنصب حتى وفاتها. سُميت كنائبة رئيس فخرية لجمعية السل الفلبينية.
واصلت المشاركة في العمل المدني، مثل الجهود المبذولة لإعادة بناء كنيسة أنتيبولو. حصلت على الدكتوراه الفخرية من جامعة القديس توماس ومن جامعة ميشيغان في آن آربر. حصلت أيضًا على جائزة أوزانام من جامعة أتينيو دي مانيلا، ومن كنيسة الصليب المقدس من البابا بيوس الثاني عشر.